# Patrick Gibson
Patrick Leo Kenny-Gibson, född 19 april 1995 i Westminster i London (uppvuxen i Irlands huvudstad Dublin), är en irländsk skådespelare. Han är känd för att ha medverkat i TV-serierna The Tudors (2009), The Passing Bells (2014), The OA (2016–2019), The White Princess (2017) och Shadow and Bone (2023), samt i filmen Tolkien (2019). Han fick även motta priset Rising Star, på den irländska film- och TV-galan IFTA, under år 2017.
År 2024 blev det känt att Patrick Gibson skulle medverka i den kommande prequelversionen av TV-serien Dexter. Han kommer att spela huvudrollen som Michael C. Halls tidigare spelade karaktär Dexter Morgan, i denna serie.

## Filmografi (i urval)

### Filmer
- 2012 – What Richard Did
- 2016 – Their Finest Hour
- 2018 – In a Relationship
- 2018 – The Darkest Minds
- 2019 – Tolkien
- 2023 – The Portable Door

### TV-serier
- 2009 – The Tudors (TV-serie)
- 2011 – Primeval (TV-serie)
- 2011 – Neverland (TV-serie)
- 2014 – The Passing Bells (TV-serie)
- 2016–2019 – The OA (TV-serie)[5]
- 2017 – The White Princess (TV-serie)
- 2017 – Guerrilla (TV-serie)
- 2019 – The Spanish Princess (TV-serie)
- 2021–2023 – Before We Die (TV-serie)[6]
- 2023 – Shadow and Bone (TV-serie)[7]